# Каса-де-ла-Валь
Каса-де-ла-Валь, или «Дом Долин» (каталанск. Casa de la Vall) — здание Генерального совета (парламента) Андорры в столице этого государства, Андорра-ла-Велья.
Каса-де-ла-Валь с оборонительной башней была построена в 1580 году как фамильный дом аристократического семейства Бускветс. В 1702 году она была куплена предшественником современного Генерального совета Андорры, Советом земли (Consell de la Terra).
Здание имеет три этажа. Оно построено из грубого камня. На двух его углах можно увидеть старинные голубятни, выполненные в виде башенок. В парке, разбитом перед парламентом, установлена скульптура Франческа Виладомата «Танец». На площади севернее здания можно увидеть памятник работы Эмили Арменгол (1993), посвящённый независимости Андорры.
На первом этаже Каса-де-ла-Валь находится юридическая служба княжества и судебные палаты. На втором этаже — зал заседаний Генерального совета, капелла Сан-Эрменгол и Хранилище семи ключей — государственный архив, в котором хранятся ценнейшие документы по истории Андорры. Этот помещение может быть открыто или закрыто лишь при наличии семи ключей — по одному от каждого из приходов Андорры. На третьем этаже находится старинная кухня. Здесь готовили еду для членов совета, так как по законам княжества ранее они не имели права покидать здание вплоть до принятия окончательного решения по тому или другому рассматриваемому делу.
Над главными воротами здания можно увидеть высеченные в камне гербы Андорры и дома Бускветс.

## Дополнения
- сайт Генерального совета (каталанский/английский/французский/испанский языки)